# Birte Christoffersen
Birte Christoffersen   (Copenhaguen, 28 de març de 1924), coneguda també amb el nom de casada Hanson i Ekberg, és una saltadora danesa, ja retirada, que va competir durant les dècades de 1940 i 1950. El 1951, després de casar-se amb Hans Hanson, va emigrar a Suècia i es nacionalitzà sueca. El 1973 es va tornar a casar amb Sture Ekberg.
Durant la seva carrera esportiva va prendre part en tres edicions dels Jocs Olímpics d'Estiu, la primera defensant Dinamarca i les dues següents defensant Suècia. El 1948, als Jocs de Londres, va disputar dues proves del programa de salts. Guanyà la medalla de bronze en la prova de palanca de 10 metres, rere les estatunidenques Vicki Draves i Patsy Elsener, mentre en la prova de trampolí de 3 metres fou novena. Vuit anys més tard, als Jocs de Melbourne, tornà a disputar dues proves del programa de salts. Fou vuitena en la prova del salt de palanca de 10 metres i novena en el de trampolí de 3 metres. La tercera i darrera participació en uns Jocs fou el 1960 a Roma, on fou dotzena en la prova del salt de palanca de 10 metres.
En el seu palmarès destaquen dues medalles de bronze representant Dinamarca al Campionat d'Europa de natació de 1950, dues de plata als de 1954 i una de bronze al de 1958. També guanyà 11 campionats nòrdics, 17 campionats danesos i 40 campionats suecs.